# Stratov
Stratov (deutsch Stratow) ist eine Gemeinde in Tschechien. Sie liegt fünf Kilometer östlich von Lysá nad Labem und gehört zum Okres Nymburk.

## Geographie
Stratov befindet sich rechtselbisch auf der Ostböhmischen Tafel. Südlich verläuft die Bahnstrecke Kolín–Děčín, an der Stratov eine Bahnstation besitzt. Im Norden erhebt sich die gleichnamige Kuppe Stratov (206 m). In der nördlichen Peripherie des Dorfes liegen mehrere aufgelassene Plänerbrüche. Nach Süden hin befindet sich der Auwald Mydlovarský luh.
Nachbarorte sind Boží Dar im Norden, Vápensko im Nordosten, Hronětice, Lány und Rozkoš im Osten, Šnepov im Südosten, Ostrá im Südwesten, Litol und Lysá nad Labem im Westen sowie Milovice im Nordwesten.

## Geschichte
Stratov wurde am 8. November 1357 durch Puta den Älteren von Častolowitz, der 1346 nach dem Erlöschen des Geschlechts von Kostomlat die Burgherrschaft Mydlovar geerbt hatte, nach deutschem Recht gegründet. Das Dorf wurde durch Rodung im Waldgebiet Doubrava angelegt.
Im 15. Jahrhundert wurden die Herren von Kunstadt und Podiebrad Besitzer des Dorfes. Ihnen folgten u. a. Jan Smiřický von Smiřice, ab 1495 der Oberstlandkämmerer Johann von Schellenberg († 1508) und ab 1509 Friedrich von Dohna. Borek von Dohna musste nach dem Ständeaufstand gegen die Habsburger die Herrschaft Kostomlaty mit allem Zubehör 1548 für 12.000 Meißnische Schock an Ferdinand I. verkaufen. Die Böhmische Kammer schloss die Herrschaft an die Kammerherrschaft Prerau an, wobei die Abgaben in Lyssa zu zahlen waren. Im Jahre 1553 bestand das Dorf aus 20 Anwesen und einem Kretscham. 1647 verkaufte die Krone die Herrschaft an Johann von Sporck, nach dessen Tode erbte sein Sohn Franz Anton von Sporck 1679 den Besitz. Anschließend gehörten die Güter bis 1851 den Freiherren Sweerts-Sporck. Danach erwarb Fürstin Stefanie Rohan den Besitz.
Nach der Aufhebung der Patrimonialherrschaften bildete Stratov ab 1850 eine Gemeinde im Bezirk Mladá Boleslav. 1894 wurde der Friedhof in Stratov geweiht. Seit 1949 gehört die Gemeinde zum Okres Nymburk.

## Gemeindegliederung
Für die Gemeinde Stratov sind keine Ortsteile ausgewiesen.

## Sehenswürdigkeiten
- Kapelle der hl. Dreifaltigkeit, errichtet zum Gedenken an die Pestepidemie von 1772
- Reste der Burg Mydlovar, südlich des Dorfes an der Elbe
- Auwald Mydlovarský luh um die Ruine Mydlovar, Naturschutzgebiet